# 第2次ヴィルヘルム・ブル内閣
解放内閣としても知られている第2次ヴィルヘルム・ブル内閣（デンマーク語: Befrielsesregeringen）は、1945年5月5日から同年11月7日までデンマークの政府だった。第二次世界大戦中にドイツのナチス占領から解放された後の最初の政府であったため、この別名が付けられている。
この内閣は18人の大臣で構成され、旧デンマーク統一政府とFrihedsrådetおよび他の抵抗グループのメンバーの間でほぼ均等に分割された。

## 大臣の一覧
内閣は、以下のとおり構成された。
| 役職               | 画像 | 氏名                                       | 政党                 | 任期                       |  |
| ------------------ | ---- | ------------------------------------------ | -------------------- | -------------------------- |  |
| 首相               |      | ヴィルヘルム・ブル                         | デンマーク社会民主党 | 1945年5月5日-1945年11月7日 |  |
| 外務大臣           |      | ヴィルヘルム・ブル                         | デンマーク社会民主党 | 1945年5月5日-1945年5月7日  |  |
| 外務大臣           |      | ジョン・クリスマス・ムラ                   | 保守党 (デンマーク)  | 1945年5月7日-1945年11月7日 |  |
| 財務大臣           |      | ハンス・クレスチャン・スヴェーネ・ハンスン | デンマーク社会民主党 | 1945年5月5日-1945年11月7日 |  |
| 内務大臣           |      | クヌーズ・クレステンスン                   | ヴェンスタ           | 1945年5月5日-1945年11月7日 |  |
| 法務大臣           |      | ニルス・ブシュ＝イェンスン                 | デンマーク社会民主党 | 1945年5月5日-1945年11月7日 |  |
| 教育大臣           |      | アクセル・マーリウス・ハンスン             | ラディケーリ         | 1945年5月5日-1945年11月7日 |  |
| 教会大臣           |      | アーネ・サアアンスン                       | Danish Unity         | 1945年5月5日-1945年11月7日 |  |
| 国防大臣           |      | オーレ・ビャアン・クラフト                 | 保守党 (デンマーク)  | 1945年5月5日-1945年11月7日 |  |
| 運輸大臣           |      | カール・ ピーダスン                        | デンマーク社会民主党 | 1945年5月5日-1945年11月7日 |  |
| 労働・社会政策大臣 |      | ハンス・クレスチャン・ヒズトフト・ハンスン | デンマーク社会民主党 | 1945年5月5日-1945年11月7日 |  |
| 交通大臣           |      | アルフレズ・イェンスン                     | デンマーク共産党     | 1945年5月5日-1945年11月7日 |  |
| 農水大臣           |      | イーレク・イーレクスン                     | ヴェンスタ           | 1945年5月5日-1945年11月7日 |  |
| 商工大臣           |      | ヴィルヘルム・フィビガー                   | 保守党 (デンマーク)  | 1945年5月5日-1945年11月7日 |  |
| 特別問題大臣       |      | モーウンス・フォウ                         | デンマーク共産党     | 1945年5月5日-1945年11月7日 |  |
| 無任所大臣         |      | アクセル・ラースン                         | デンマーク共産党     | 1945年5月5日-1945年11月7日 |  |
| 無任所大臣         |      | クレステン・ユール・クレステンスン         | Danish Unity         | 1945年5月5日-1945年11月7日 |  |
| 無任所大臣         |      | フローゼ・ヤコプスン                       | デンマーク社会民主党 | 1945年5月5日-1945年11月7日 |  |
| 無任所大臣         |      | ヘンレク・カウフマン                       | 無所属               | 1945年5月5日-1945年11月7日 |  |

| 先代 スカヴィーニウス | デンマークの内閣 1945 | 次代 クレステンスン |